# 東洋学園大学
東洋学園大学（とうようがくえんだいがく、英語: Toyo Gakuen University）は、東京都文京区本郷1-26-3に本部を置く日本の私立大学。1926年創立、1992年大学設置。大学の略称は略さず東洋学園、TYG、TOGAKU など。

## 概観

### 大学全体
「時代の変化に応える大学」「国際人を育てる大学」「面倒見のよい大学」を理念とし、豊かな教養と国際感覚を身につけた社会人の育成を教育目標とする。なお、附属校・系列校を一切持たない。

### 教育および研究
グローバル・コミュニケーション学部、人間科学部、現代経営学部の3学部4学科と大学院現代経営研究科を設置。
2014年度より、1年間の海外学部留学が必須の国際キャリアプログラム（ICP：International Career Program)をスタートするなど、伝統的に英語教育と教養教育（リベラルアーツ）に力を入れている。
現代経営学部の学生が、企業の協力を得て仏教寺院の活性化に取り組む産学“寺”連携活動を行っている。

## 沿革

### 略歴
創立は1926年（大正15年）、東洋思想学者・実業家である宇田尚によって本郷区元町53番地（現在地）に設立された旧制東洋女子歯科医学専門学校が前身である。以来、2,800余名の女性歯科医師を世に送り出したが、第二次世界大戦末期の空襲で被災し、次いで戦後の学制改革により女子の歯科医専は歯科大学への改組を認められず、1950年に閉鎖された。同年、女性の社会的自立の手段を歯科医学から英語・英文学（英語科教員養成）へと転換した東洋女子短期大学が設立され、56年間に亘って約3万名の卒業生を育成した。2008年度から大学院現代経営研究科現代経営専攻が設置された。2013年度より学部を再編、グローバル・コミュニケーション学部、現代経営学部、人間科学部の3学部となった。2014年度入学生よりキャンパスを再編し、グローバル・コミュニケーション学部と現代経営学部が東京都文京区にある東京・本郷キャンパス、人間科学部は千葉県流山市にある千葉・流山キャンパスに設置された。
2016年度入学生より、全学部が4年間東京・本郷キャンパスで学ぶことになった。2015年度入学生の卒業後、旧：流山キャンパスは「流山スポーツ施設」として、運動施設のみが使用されていた。流山キャンパスは2024年4月に、流山市立南流山中学校が移転して利用されることが決定している（移転後の旧：南流山中学校は、小学校として転用される予定）。大学ホームページでは既に「流山スポーツ施設」の案内がされておらず、事実上流山キャンパスは閉鎖されている（旧：流山キャンパスから少し離れた「流山グラウンド」の場所が掲載されている）。

### 年表
- 1917年（大正6年）9月 - 前身・明華女子歯科医学講習所開校（翌年、歯科医学校に改組）。
- 1921年（大正10年）12月 - 専門学校令による明華女子歯科医学専門学校に改組（女子初）。
- 1926年（大正15年）11月 - 東洋女子歯科医学専門学校、文部大臣指定校（女子初）として創立。
- 1928年（昭和3年）8月 - ドイツ近代復興様式の校舎・寮竣工。
- 1941年（昭和16年）5月 - 全て女性による歯科医学学術大会を挙行。
- 1945年（昭和20年）4月 - 第二次世界大戦の空襲により施設を焼失。
- 1946年（昭和21年）5月 - 千葉県千葉郡津田沼町大字大久保（現・習志野市）の仮校舎に移転。
- 1947年（昭和22年）
  - 4月 - 第1回歯科医師国家試験、合格率全国2位の成績。
  - 5月 - 学制改革により女子歯科医専の廃止決定。
  - 7月 - 旧制・東洋高等学校（理科乙類＝医学部予科）開校[3]。
- 1948年（昭和23年）11月 - 本郷校舎復旧。
- 1950年（昭和25年）
  - 3月 - 東洋女子歯科医専[4]第25回生、東洋高等学校第1回生卒業（最終）。
  - 5月 - 新制・東洋女子短期大学（英語科）開学[5]、英語科教員養成を開始。
- 1961年（昭和36年）2月 - 本郷旧1～3号館第1期工事竣工。建築家・今井兼次による「フェニックス・モザイク」完成。
- 1964年（昭和39年）4月 - コース制を設定、LL施設本格稼動開始。
- 1967年（昭和42年）9月 - 千葉県流山市に流山キャンパス開設。
- 1973年（昭和43年）4月 - 学科名称を英文科に変更、専攻科を設置。
- 1978年（昭和53年）4月 - 学科名称を英語英文科に変更。
- 1982年（昭和57年）4月 - 流山キャンパスに英米総合研究を骨子とする欧米文化学科を開設[6]。
- 1992年（平成4年）4月 - 東洋学園大学（人文学部英米地域研究学科・英米言語学科）開学[7]
- 1995年（平成7年）4月 - 短大専攻科、学位授与機構認定となる[8]。
- 2000年（平成12年）4月 - 大学人文学部コミュニケーション学科開設[9]。
- 2002年（平成14年）4月 - 大学人文学部人間科学科[10]、現代経営学部現代経営学科開設[11]。
- 2004年（平成16年）4月 - 大学人文学部、既存3学科を再編して国際コミュニケーション学科開設。
- 2006年（平成18年）3月 - 東洋女子短期大学第55回生卒業（最終）。
- 2007年（平成19年）3月 - 本郷新1号館竣工。
- 2008年（平成20年）4月 - 東洋学園大学大学院現代経営研究科現代経営専攻開設。
- 2013年（平成25年）4月 - 人文学部を再編し、グローバル・コミュニケーション学部を開設、人間科学科が学部に昇格（人間科学部）。
- 2014年（平成26年）4月 - キャンパスを再編。グローバル・コミュニケーション学部、現代経営学部が本郷キャンパス、人間科学部が流山キャンパスへ。国際キャリアプログラム（ICP：International Career Program)がスタート。
- 2016年（平成28年）
  - 4月 - この年の入学生より全学部・大学院が東京・本郷キャンパスで学ぶ「一体化都心キャンパス」に。
  - 11月 ‐ 創立90周年。

## 基礎データ

### 所在地
- 東京・本郷キャンパス（東京都文京区本郷一丁目26番3号）

## 教育および研究

### 組織

#### 学部
- グローバル・コミュニケーション学部
  - グローバル・コミュニケーション学科（2017年度入学生よりコース再編）
    - 国際関係コース
    - グローバル協力コース
    - グローバル交流コース

  - 英語コミュニケーション学科
    - 英語キャリアコース
    - 英語文化コース
- 現代経営学部
  - 現代経営学科
    - 経営学専攻
      - 企業マネジメントコース
      - 起業ショップ経営コース※1
      - 会計情報コース

    - マーケティング専攻
      - 広告・マーケティングコース
      - 流通・サービスビジネスコース

    - 経済学専攻
      - 経済・公共コース
      - 金融コース
- 人間科学部
  - 人間科学科
    - 心理・カウンセリングコース
    - スポーツ健康コース
    - 地域創造コース

#### 大学院
- 現代経営研究科
  - 現代経営専攻

#### 短期大学部
- 2004年度まで東洋女子短期大学の学生募集が行われていた。詳細は同記事を参照。

#### 附属機関
- 図書館
- 英語教育開発センター
- 教養教育センター
- 国際交流センター
- メディアセンター
- エクステンションセンター
- キャリアセンター
- 学生寮

### 部活動・クラブ活動・サークル活動
【委員会】
- 学生会運営部
- 学園祭運営局
- 体育祭運営局
- 卒業記念委員会

【代表的なクラブ】
- 硬式野球部
- 男子テニス部
- 女子テニス部
- ESS（英語）
- バスケットボール部
- バドミントン部
- Rhyme（音楽）
- 東洋学園大学吹奏楽団
- Heavenly Gospel Team（ゴスペル）
- EXTREME☆STEPPERS（ダンス）

【代表的なサークル】
- バブリシャス（卓球）
- Creators（漫画創作）
- Layla（フットサル）
- 茶道同好会（茶道）
- Healthy Child（屋内スポーツ）
- EARTHIAN（ボランティア）
- Cetus（絵画・造形・被服）
- 写真サークル
- 作詞作曲同好会
- サンダース（バスケットボール）
- サバゲ―サークル
- バレーボール
- コンパニーア（フットサル）
- ペヨング（アウトドアスポーツ）
- アニメーションツーリズム愛好会
- マーベリックス（サーフィン）
- 硬式テニス
- 軽音楽部

### 学園祭
名称：フェニックス祭～郷郷祭り～

時期：毎年10月中旬の土・日

場所：東京・本郷キャンパス

## 大学関係者と組織

### 大学関係者一覧
- 東洋学園大学の人物一覧

## 対外関係

### 他大学との協定

#### 国内大学
- 放送大学[12]

## 施設

### キャンパス

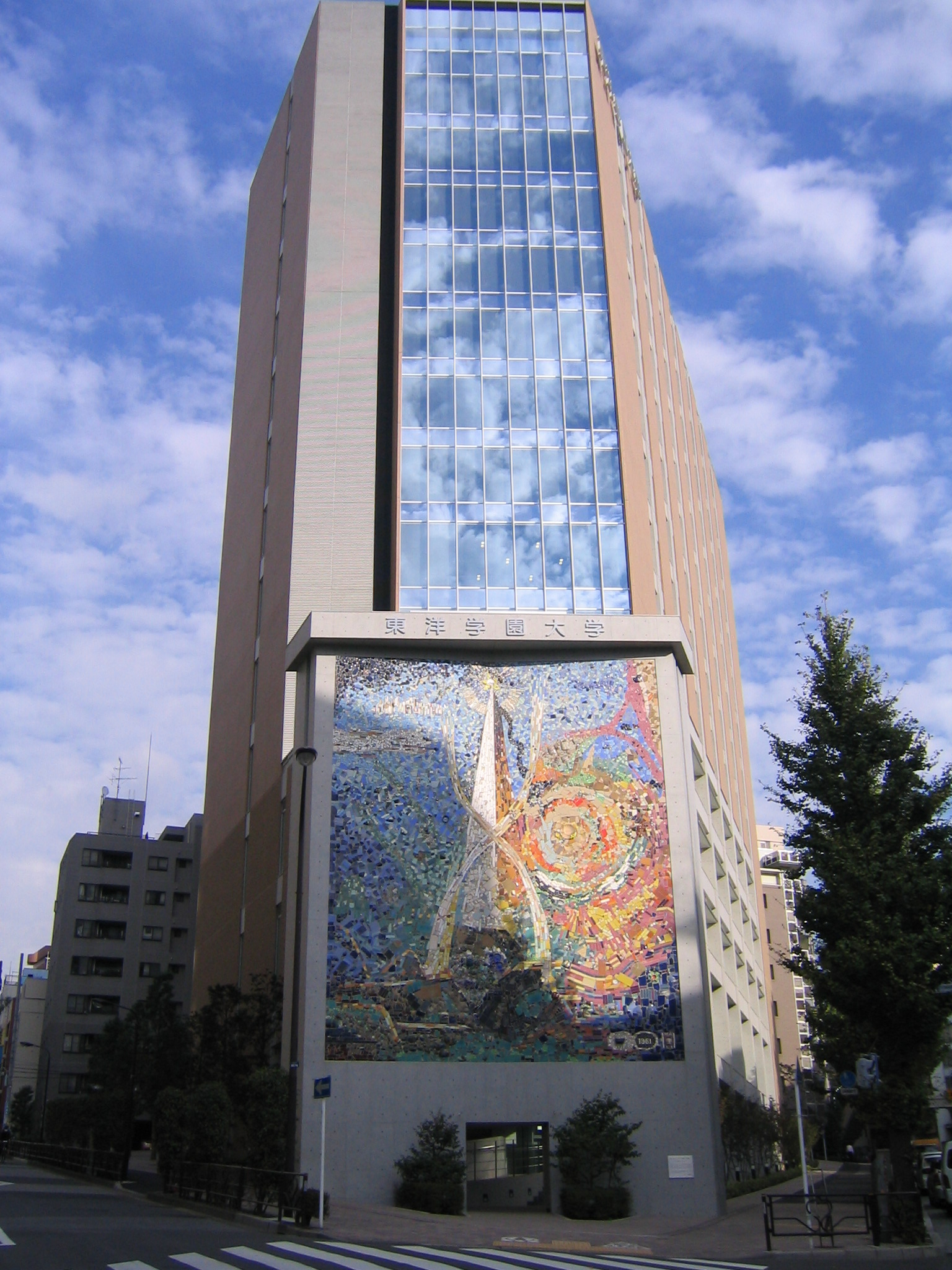
本郷キャンパスの「フェニックス・モザイク」1961年完成
建築家今井兼次によるデザインで2007年竣工の新1号館に引き継がれた

#### 東京・本郷キャンパス
- 交通アクセス
  - JR東日本中央線（各駅停車）、都営地下鉄三田線水道橋駅より徒歩7分
  - 東京地下鉄丸ノ内線・都営大江戸線本郷三丁目駅より徒歩5分
  - 東京メトロ丸ノ内線・南北線後楽園駅より徒歩10分